# Belgie na Eurovision Song Contest
Belgie se zúčastnila 66 ročníků soutěže Eurovision Song Contest, poprvé v roce 1956, byla tak jedním ze sedmi států, které se účastnily prvního ročníku. Jedinými zeměmi, které na soutěži vystupovaly vícekrát než Belgie, jsou pouze Německo, Francie a Spojené království. Eurovizi Belgie vynechala pouze třikrát, a to v letech 1994, 1997 a 2001 kvůli špatným umístěním v tomto období. Na soutěži Belgie zvítězila jednou na ročníku 1986.
V prvních dvaceti letech na soutěži Belgie dosáhla nejlepšího výsledku v roce 1966, kdy se zpěvačka Tonia umístila na čtvrtém místě. Dalšího úspěchu země dosáhla na Eurovizi 1978, kdy se belgický reprezentant, Jean Vallée, umístil na druhém místě. První a zároveň poslední belgické vítězství přišlo v roce 1986 ve norském Bergenu, kdy na první příčku dosáhla tehdy třináctiletá Sandra Kim s písní „J’aime la Vie“. V nejlepší trojce Belgie naposledy skončila v roce 2003, když skupina Urban Trad prohrála v Rize, když o pouhé dva body nestačila na zástupce Turecka. Poslední Belgie skončila celkem osmkrát, naposledy v roce 2000. Ani jeden bod nezískala Belgie v letech 1962 a 1965.
S příchodem semifinálí v roce 2004, Belgie do finále nepostoupila ani jednou mezi lety 2005 a 2009. V posledních letech se ale belgické výsledky výrazně zlepšily. Z celkem devíti účastí se země do finále probojovala pětkrát, přičemž pětkrát i do nejlepší desítky. Z těchto úspěšných účastí se Belgie umístila dvakrát na čtvrtém místě v letech 2015 s reprezentantem Loïcem Nottetem a 2017 s reprezentantkou Blanche, šesté místo obsadil roku 2010 zpěvák Tom Dice, desáté místo obsadiila zpěvačka Laura Tesoro v roce 2016, čtvrté místo obsadila Blanche v roce 2017 a na sedmém místě se umístil Gustaph v roce 2023.

## Historie
Soutěž Eurovision Song Contest v Belgii organizují dva vysílatelé, vlámská společnost Vlaamse Radio- en Televisieomroep (VRT) a frankofonní společnost Radio télévision belge de la communauté française (RTBF). Každý rok se obě společnosti v organizaci a výběru reprezentanta navzájem střídají, přičemž VRT obsluhuje sudé roky a RTBF liché roky. Tento princip funguje od roku 2002.
Zatímco VRT obvykle organizuje národní výběrové kolo s názvem Eurosong, RTBF reprezentanty volí spíše pomocí interního výběru. Toto pravidlo však neplatí vždy, například v letech 1998, 2005 a 2011 uspořádala národní kolo i RTBF. VRT zase vsadilo na interní výběr v letech 2010 a 2018.

### 20. století
Prvním významnějším belgickým úspěchem na soutěži se stal ročník 1966, kdy se reprezentantka Tonia umístila na čtvrtém místě. Tento výsledek byl v roce 1978 překonán Jeanem Valléem, který skončil na druhém místě. Do roku 1980 Belgie skončila poslední celkem pětkrát, a to v letech 1961, 1962, 1965, 1973 a 1979.
Po dvou poměrně úspěšných ročnících 1982 a 1984 se v roce 1985 Belgie již pošesté umístila na posledním místě. O rok později však Belgie zaznamenala svůj největší úspěch, kdy tehdy třináctiletá Sandra Kim zvítězila s písní „J’aime la Vie“ v norském Bergenu. Přestože sama uvedla, že je jí 15 let a splňuje tak pravidla k účasti, v době soutěže jí bylo pouze 13. I tak jí ale bylo povoleno si trofej ponechat. Současná věková hranice pro reprezentaci na Eurovizi je 16 let, Sandra Kim tak již zůstane nejmladším vítězem soutěže. Tímto úspěchem se Belgie stala poslední francouzsky mluvící zemí s alespoň jednou výhrou, doplnila tak Francii, Lucembursko, Monako a Švýcarsko. Zpěvačka také překonala rekord v počtu dosažených bodů. Získala celkem 176 bodů, tento rekord vydržel až do roku 1993, když vítězné Irsko obrdželo 187 bodů. Belgická reprezentantka získala 77,2 % možného bodového zisku, což je osmý nejlepší výsledek v historii soutěže.
Posedmé Belgie skončila na posledním místě roku 1993. V 90. letech se země dostala do nejlepší desítky pouze jednou na ročníku 1998 v Birminghamu, když reprezentantka Mélanie Cohl dosáhla na šesté místo.

### 2000–2009
Poosmé a naposledy Belgie skončila na posledním místě v roce 2000 ve Stockholmu. Nejlepšího výsledku nového století dosáhla Belgie v roce 2003, kdy zemi reprezentovala skupina Urban Trad zazpívala píseň ve vymyšleném jazyce a se 165 body skončila na druhém místě, pouhé dva body za tureckou vítězkou Sertab Erener. Píseň v imaginárním jazyce předvedla i skupina Ishtar na ročníku 2008, umístila se ale až na 17. místě v prvním semifinále, nepostoupila tak do finále. Neúspěch Belgie zaznamenala také v roce 2009, kdy s jedním bodem skončila na předposledním místě.

### 2010–2014
Reprezentantem Belgie v roce 2010 se stal zpěvák Tom Dice, který dva roky předtím skončil druhý ve vlámské verzi soutěže X Factor. Byl vybrán interně televizí VRT 25. listopadu 2009. Účastnil se prvního semifinále, ve kterém se umístil na prvním místě, a Belgie tak poprvé od zavedení semifinálových kol postoupila do finále. Ve finále pak nakonec skončil na šestém místě, což byl nejlepší belgický výsledek od roku 2003, zároveň nejlepší výsledek vlámského výběru od roku 1959. Všechny ostatní úspěchy totiž Belgii zařídili reprezentanti vybraní televizí RTBF.
V roce 2011 Belgii reprezentovala skupina Witloof Bay, která skončila těsně před branami finále, když na 11. místě o jeden bod zaostala za Moldavskem.
Pro ročník 2012 vsadila televize VRT na interní výběr reprezentanta a pro tento rok zrušila národní kolo Eurosong. Rozhodla se pro sedmnáctiletou zpěvačku Iris, volbu písně ale nechala na hlasování veřejnosti. V semifinále nakonec s 16 body, tedy druhým nejnižším bodovým ziskem v tomto ročníku, obsadila předposlední příčku a do finále nepostoupila.
Na 58. ročníku soutěže v roce 2013 zastupoval Belgii vítěz soutěže The Voice Belgique, Roberto Bellarosa. Byl vybrán interně televizí RTBF. Zpěvák postoupil do finále, kde se umístil na 12. místě.
V roce 2014 se společnost VRT opět vrátila k národnímu kolu, pro které bylo vybráno 30 interpretů. Více než 50 % všech diváckých hlasů získal zpěvák Axel Hirsoux. Ze sedmi odborných mezinárodních porot obdržel čtyřikrát nejvyšší možný počet bodů, a tak národní kolo vyhrál. Belgii reprezentoval s pomalou baladou „Mother“. V semifinále nakonec skončil na 14. místě ze 16, a do finále nepostoupil.

### 2015–2018
V roce 2015 vybrala televize RTBF dalšího účastníka soutěže The Voice Belgique, Loïca Notteta. Ten v této soutěži skončil na druhém místě. S písní „Rhythm Inside“ získal v semifinále 149 bodů a z druhého místa postoupil do finále. Tam nakonec obdržel 217 bodů a umístil se na 4. místě. Tento výsledek znamenal nejlepší belgické umístění od roku 2003, a zároveň nejvyšší skóre v historii belgické účasti. Poprvé také došlo k tomu, že reprezentant na čtvrtém místě získal více než 200 bodů.
VRT oznámila 26. května 2015, že se pro další ročník vrátí k národnímu kolu Eurosong. Tentokrát bylo ale vybráno pouhých 5 účastníků. Celé toto národní kolo bylo rozděleno do tří večerů, přičemž diváci mohli hlasovat pouze během toho posledního. S písní „What’s the Pressure“ nakonec soutěž vyhrála zpěvačka Laura Tesoro 17. ledna 2016 a porazila tak další čtyři účastníky, Toma Frantzise, Adila Aaraba, Amaryllis Uitterlinden a Astrid Destuyver. Laura Tesoro vystoupila jako poslední na druhém semifinále a ze třetího místa s 274 body postoupila do finále. Na velkém finále naopak vystoupila jako první a umístila se na 10. místě se 181 body.
Valonský vysílatel RTBF představila reprezentantku pro ročník 2017 22. listopadu 2016. Stala se jí zpěvačka Ellie Delvaux vystupující pod uměleckým jménem Blanche. I ta se v minulosti zúčastnila talentové soutěže The Voice Belgique, stejně jako její eurovizní předchůdci Roberto Bellarosa, Axel Hirsoux a Loïc Nottet. Vzhledem k účasti zpěvačky Laury Tesoro, která Belgii reprezentovala o rok dříve, na soutěži The Voice van Vlaanderen, se Blanche stala již pátou reprezentantkou Belgie se zkušeností na soutěži The Voice v řadě.
Reprezentační píseň „City Lights“ byla televizí oficiálně zveřejněna 8. března 2017. Den předtím však tato skladba unikla na službě Spotify. Blanche se zúčastnila prvního semifinále, ze kterého postoupila dále do finále, kde skončila na 4. místě. Belgie se tak potřetí za jednu dekádu umístila v první šestce. Jindy se tak stalo pouze v 80. letech.
Během eurovizního víkendu v roce 2017 uvedl Peter Van de Veire, známá belgická rádiová osobnost, že společnost VRT vybere reprezentanta pro následující ročník interně. Reprezentantka Laura Groeseneken byla představena 28. září 2017 během talkshow Van Gils & gasten vysílané na rádiu Één. Přestože byla skladba „A Matter of Time" mezi bookmakery jedna z favoritů, umístila se v semifinále až na 12. místě, a poprvé od roku 2014 se tak Belgie nedostala do finále.

## Výsledky
| Rok                    | Interpret                     | Píseň                             | Jazyk                    | Finále                 | Finále                 | Semifinále                  | Semifinále                  |
| Rok                    | Interpret                     | Píseň                             | Jazyk                    | Pořadí                 | Body                   | Pořadí                      | Body                        |
| ---------------------- | ----------------------------- | --------------------------------- | ------------------------ | ---------------------- | ---------------------- | --------------------------- | --------------------------- |
| 1956                   | Fud Leclerc                   | „Messieurs les noyés de la Seine“ | francouzština            | —                      | —                      | nekonalo se                 | nekonalo se                 |
| 1956                   | Mony Marc                     | „Le Plus beau jour de ma vie“     | francouzština            | —                      | —                      | nekonalo se                 | nekonalo se                 |
| 1957                   | Bobbejaan Schoepen            | „Straatdeuntje“                   | nizozemština             | 8.                     | 5                      | nekonalo se                 | nekonalo se                 |
| 1958                   | Fud Leclerc                   | „Ma petite chatte“                | francouzština            | 5.                     | 8                      | nekonalo se                 | nekonalo se                 |
| 1959                   | Bob Benny                     | „Hou toch van mij“                | nizozemština             | 6.                     | 9                      | nekonalo se                 | nekonalo se                 |
| 1960                   | Fud Leclerc                   | „Mon amour pour toi“              | francouzština            | 6.                     | 9                      | nekonalo se                 | nekonalo se                 |
| 1961                   | Bob Benny                     | „September, gouden roos“          | nizozemština             | 15.                    | 1                      | nekonalo se                 | nekonalo se                 |
| 1962                   | Fud Leclerc                   | „Ton nom“                         | francouzština            | 13.                    | 0                      | nekonalo se                 | nekonalo se                 |
| 1963                   | Jacques Raymond               | „Waarom?“                         | nizozemština             | 10.                    | 4                      | nekonalo se                 | nekonalo se                 |
| 1964                   | Robert Cogoi                  | „Près de ma rivière“              | francouzština            | 10.                    | 2                      | nekonalo se                 | nekonalo se                 |
| 1965                   | Lize Marke                    | „Als het weer lente is“           | nizozemština             | 15.                    | 0                      | nekonalo se                 | nekonalo se                 |
| 1966                   | Tonia                         | „Un peu de poivre, un peu de sel“ | francouzština            | 4.                     | 14                     | nekonalo se                 | nekonalo se                 |
| 1967                   | Louis Neefs                   | „Ik heb zorgen“                   | nizozemština             | 7.                     | 8                      | nekonalo se                 | nekonalo se                 |
| 1968                   | Claude Lombard                | „Quand tu reviendras“             | francouzština            | 7.                     | 8                      | nekonalo se                 | nekonalo se                 |
| 1969                   | Louis Neefs                   | „Jennifer Jennings“               | nizozemština             | 7.                     | 10                     | nekonalo se                 | nekonalo se                 |
| 1970                   | Jean Vallée                   | „Viens l'oublier“                 | francouzština            | 8.                     | 5                      | nekonalo se                 | nekonalo se                 |
| 1971                   | Lily Castel a Jacques Raymond | „Goeiemorgen, morgen“             | nizozemština             | 14.                    | 68                     | nekonalo se                 | nekonalo se                 |
| 1972                   | Serge and Christine Ghisoland | „À la folie ou pas du tout“       | francouzština            | 17.                    | 55                     | nekonalo se                 | nekonalo se                 |
| 1973                   | Nicole and Hugo               | „Baby, Baby“                      | nizozemština             | 17.                    | 58                     | nekonalo se                 | nekonalo se                 |
| 1974                   | Jacques Hustin                | „Fleur de liberté“                | francouzština            | 9.                     | 10                     | nekonalo se                 | nekonalo se                 |
| 1975                   | Ann Christy                   | „Gelukkig zijn“                   | nizozemština, angličtina | 15.                    | 17                     | nekonalo se                 | nekonalo se                 |
| 1976                   | Pierre Rapsat                 | „Judy et Cie“                     | francouzština            | 8.                     | 68                     | nekonalo se                 | nekonalo se                 |
| 1977                   | Dream Express                 | „A Million in One, Two, Three“    | angličtina               | 7.                     | 69                     | nekonalo se                 | nekonalo se                 |
| 1978                   | Jean Vallée                   | „L'Amour ça fait chanter la vie“  | francouzština            | 2.                     | 125                    | nekonalo se                 | nekonalo se                 |
| 1979                   | Micha Marah                   | „Hey Nana“                        | nizozemština             | 18.                    | 5                      | nekonalo se                 | nekonalo se                 |
| 1980                   | Telex                         | „Euro-Vision“                     | francouzština            | 17.                    | 14                     | nekonalo se                 | nekonalo se                 |
| 1981                   | Emly Starr                    | „Samson“                          | nizozemština             | 13.                    | 40                     | nekonalo se                 | nekonalo se                 |
| 1982                   | Stella                        | „Si tu aimes ma musique“          | francouzština            | 4.                     | 96                     | nekonalo se                 | nekonalo se                 |
| 1983                   | Pas de Deux                   | „Rendez-vous“                     | nizozemština             | 18.                    | 13                     | nekonalo se                 | nekonalo se                 |
| 1984                   | Jacques Zegers                | „Avanti la vie“                   | francouzština            | 5.                     | 70                     | nekonalo se                 | nekonalo se                 |
| 1985                   | Linda Lepomme                 | „Laat me nu gaan“                 | nizozemština             | 19.                    | 7                      | nekonalo se                 | nekonalo se                 |
| 1986                   | Sandra Kim                    | „J'aime la vie“                   | francouzština            | 1.                     | 176                    | nekonalo se                 | nekonalo se                 |
| 1987                   | Liliane Saint-Pierre          | „Soldiers of Love“                | nizozemština, angličtina | 11.                    | 56                     | nekonalo se                 | nekonalo se                 |
| 1988                   | Reynaert                      | „Laissez briller le soleil“       | francouzština            | 18.                    | 5                      | nekonalo se                 | nekonalo se                 |
| 1989                   | Ingeborg                      | „Door de wind“                    | nizozemština             | 19.                    | 13                     | nekonalo se                 | nekonalo se                 |
| 1990                   | Philippe Lafontaine           | „Macédomienne“                    | francouzština            | 12.                    | 46                     | nekonalo se                 | nekonalo se                 |
| 1991                   | Clouseau                      | „Geef het op“                     | nizozemština             | 16.                    | 23                     | nekonalo se                 | nekonalo se                 |
| 1992                   | Morgane                       | „Nous, on veut des violons“       | francouzština            | 20.                    | 11                     | nekonalo se                 | nekonalo se                 |
| 1993                   | Barbara Dex                   | „Iemand als jij“                  | nizozemština             | 25.                    | 3                      | Kvalifikacija za Millstreet | Kvalifikacija za Millstreet |
| bez účasti v roce 1994 | bez účasti v roce 1994        | bez účasti v roce 1994            | bez účasti v roce 1994   | bez účasti v roce 1994 | bez účasti v roce 1994 | nekonalo se                 | nekonalo se                 |
| 1995                   | Frédéric Etherlinck           | „La Voix est libre“               | francouzština            | 20.                    | 8                      | nekonalo se                 | nekonalo se                 |
| 1996                   | Lisa del Bo                   | „Liefde is een kaartspel“         | nizozemština             | 16.                    | 22                     | 12.                         | 45                          |
| bez účasti v roce 1997 | bez účasti v roce 1997        | bez účasti v roce 1997            | bez účasti v roce 1997   | bez účasti v roce 1997 | bez účasti v roce 1997 | nekonalo se                 | nekonalo se                 |
| 1998                   | Mélanie Cohl                  | „Dis oui“                         | francouzština            | 6.                     | 122                    | nekonalo se                 | nekonalo se                 |
| 1999                   | Vanessa Chinitor              | „Like the Wind“                   | angličtina               | 12.                    | 38                     | nekonalo se                 | nekonalo se                 |
| 2000                   | Nathalie Sorce                | „Envie de vivre“                  | francouzština            | 24.                    | 2                      | nekonalo se                 | nekonalo se                 |
| bez účasti v roce 2001 |                               |                                   |                          |                        |                        | nekonalo se                 | nekonalo se                 |
| 2002                   | Sergio and the Ladies         | „Sister“                          | angličtina               | 13.                    | 33                     | nekonalo se                 | nekonalo se                 |
| 2003                   | Urban Trad                    | „Sanomi“                          | fiktivní                 | 2.                     | 165                    | nekonalo se                 | nekonalo se                 |
| 2004                   | Xandee                        | „1 Life“                          | angličtina               | 22.                    | 7                      | TOP 11 z předchozího roku   | TOP 11 z předchozího roku   |
| 2005                   | Nuno Resende                  | „Le Grand soir“                   | francouzština            | nepostup               | nepostup               | 22.                         | 29                          |
| 2006                   | Kate Ryan                     | „Je t'adore“                      | angličtina               | nepostup               | nepostup               | 12.                         | 69                          |
| 2007                   | The KMG's                     | „Love Power“                      | angličtina               | nepostup               | nepostup               | 26.                         | 14                          |
| 2008                   | Ishtar                        | „O Julissi“                       | fiktivní                 | nepostup               | nepostup               | 17.                         | 16                          |
| 2009                   | Copycat                       | „Copycat“                         | angličtina               | nepostup               | nepostup               | 17.                         | 1                           |
| 2010                   | Tom Dice                      | „Me and My Guitar“                | angličtina               | 6.                     | 143                    | 1.                          | 167                         |
| 2011                   | Witloof Bay                   | „With Love Baby“                  | angličtina               | nepostup               | nepostup               | 11.                         | 53                          |
| 2012                   | Iris                          | „Would You?“                      | angličtina               | nepostup               | nepostup               | 17.                         | 16                          |
| 2013                   | Roberto Bellarosa             | „Love Kills“                      | angličtina               | 12.                    | 71                     | 5.                          | 75                          |
| 2014                   | Axel Hirsoux                  | „Mother“                          | angličtina               | nepostup               | nepostup               | 14.                         | 28                          |
| 2015                   | Loïc Nottet                   | „Rhythm Inside“                   | angličtina               | 4.                     | 217                    | 2.                          | 149                         |
| 2016                   | Laura Tesoro                  | „What's the Pressure“             | angličtina               | 10.                    | 181                    | 3.                          | 274                         |
| 2017                   | Blanche                       | „City Lights“                     | angličtina               | 4.                     | 363                    | 4.                          | 165                         |
| 2018                   | Sennek                        | „A Matter of Time“                | angličtina               | nepostup               | nepostup               | 12.                         | 91                          |
| 2019                   | Eliot                         | „Wake Up“                         | angličtina               | nepostup               | nepostup               | 13.                         | 70                          |
| 2020                   | Hooverphonic                  | „Release Me“                      | angličtina               | ročník zrušen          | ročník zrušen          | ročník zrušen               | ročník zrušen               |
| 2021                   | Hooverphonic                  | „The Wrong Place“                 | angličtina               | 19.                    | 74                     | 9.                          | 117                         |
| 2022                   | Jérémie Makiese               | „Miss You“                        | angličtina               | 19.                    | 64                     | 8.                          | 151                         |
| 2023                   | Gustaph                       | „Because of You“                  | angličtina               | 7.                     | 182                    | 8.                          | 90                          |
| 2024                   | Mustii                        | „Before the Party's Over“         | angličtina               | nepostup               | nepostup               | 13.                         | 18                          |
| 2025                   | Red Sebastian                 | „Strobe Lights“                   | angličtina               | nepostup               | nepostup               | 14.                         | 23                          |

| Legenda | Legenda                              |
| ------- | ------------------------------------ |
| 1       | 1. místo                             |
| 2       | 2. místo                             |
| 3       | 3. místo                             |
| ◁       | poslední místo                       |
| X       | interpret vybrán, ale nezúčastnil se |

## Galerie

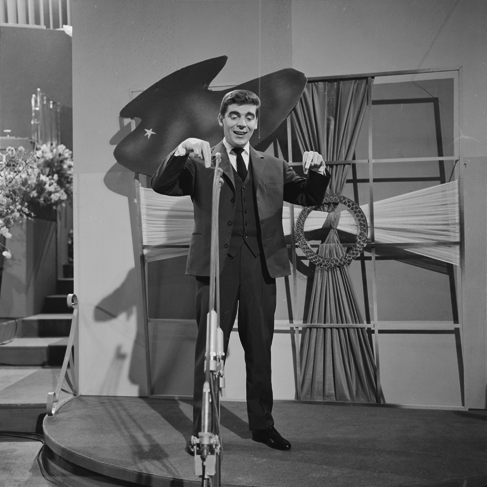
Fud Leclerc v Hilversumu (1958)
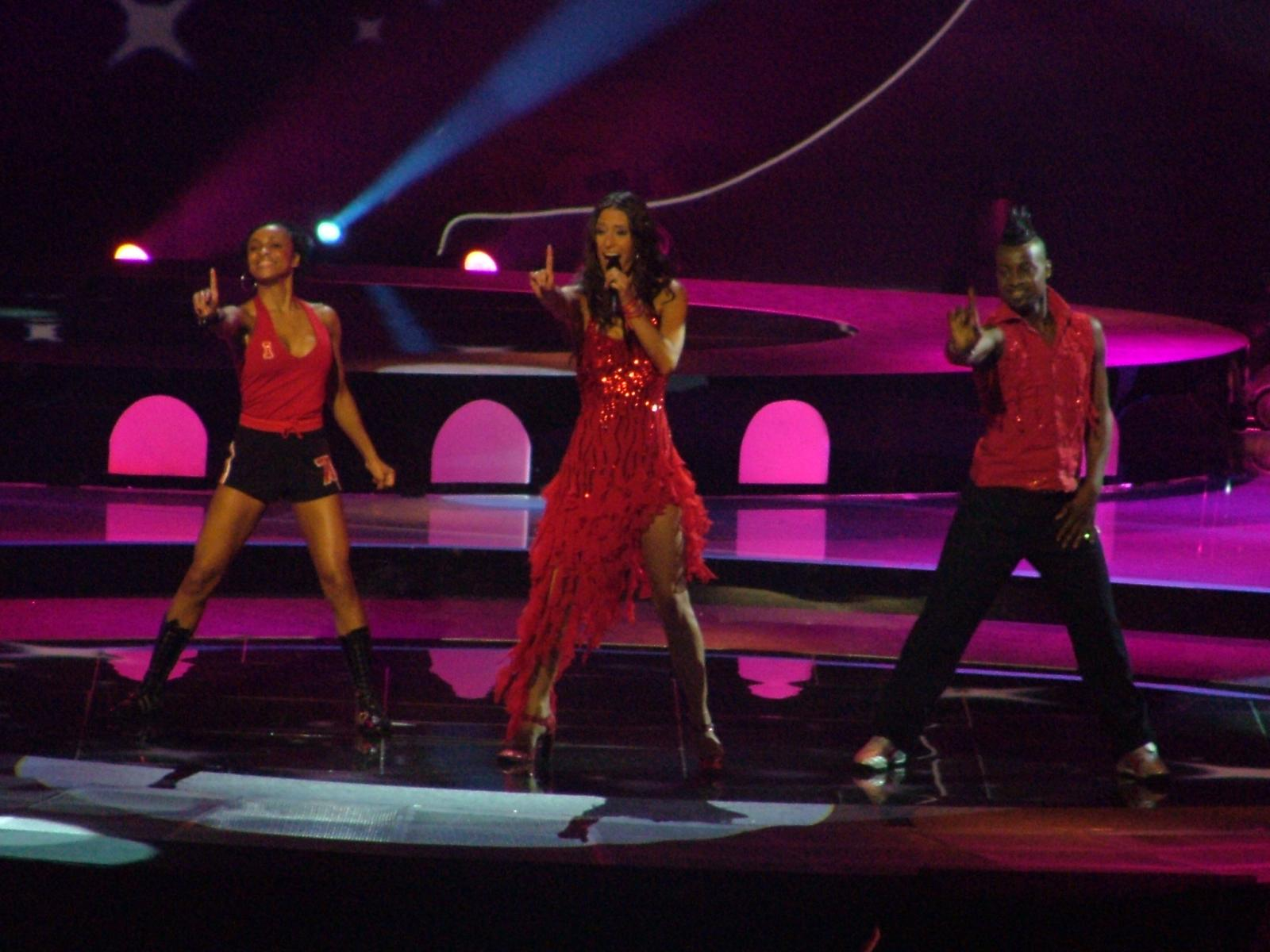
Xandee v Istanbulu (2004)
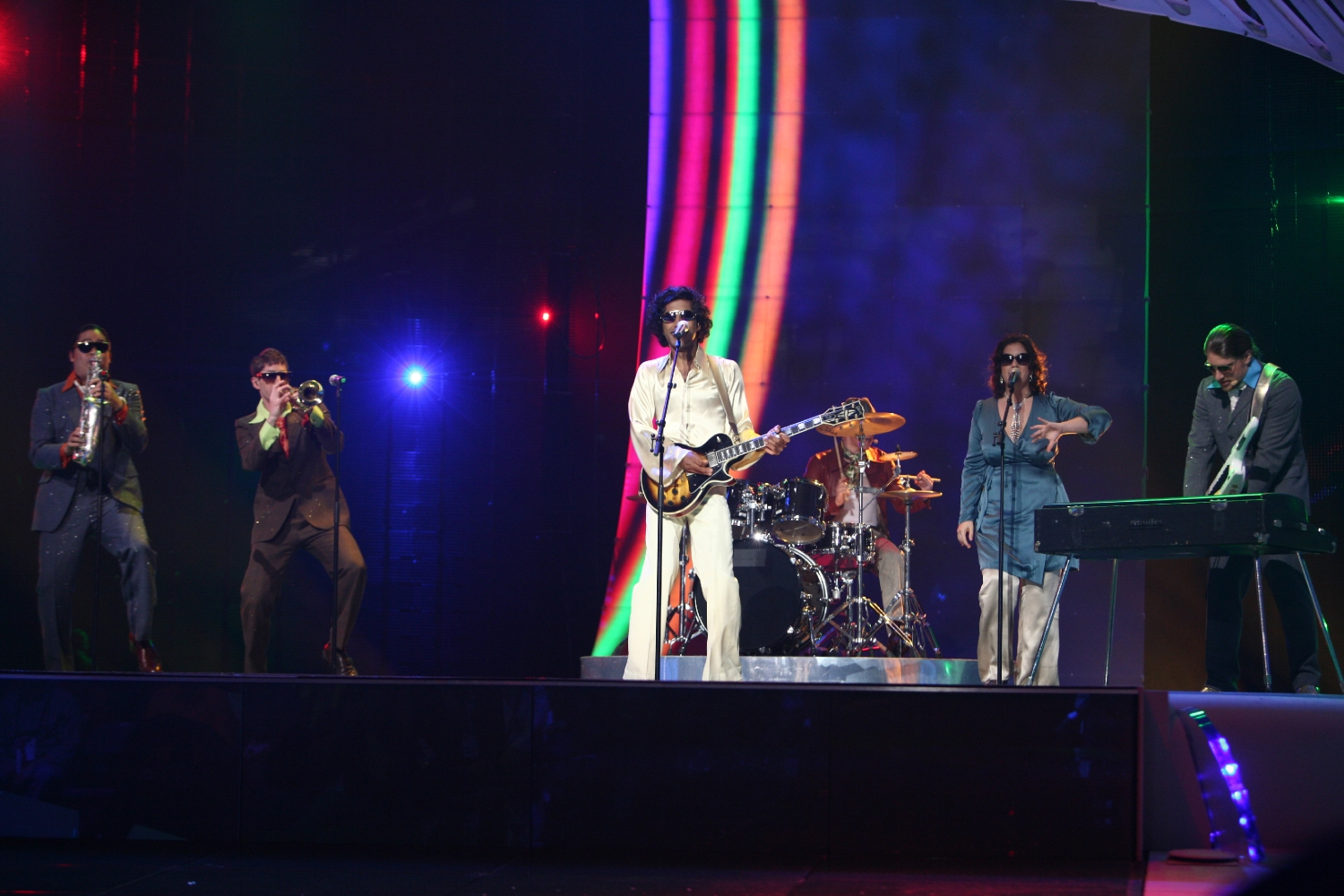
The KMG's v Helsinkách (2007)
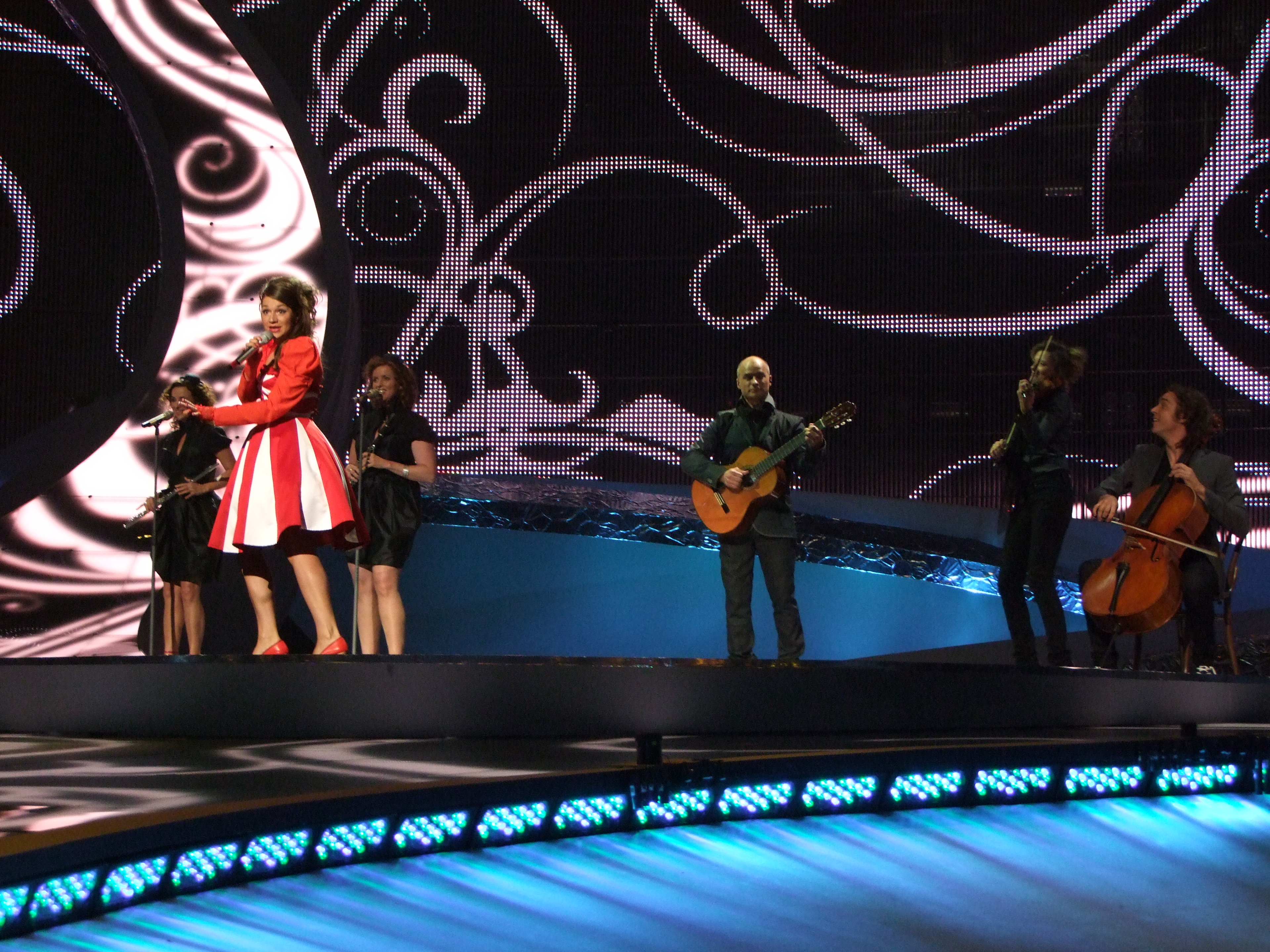
Ishtar v Bělehradu (2008)
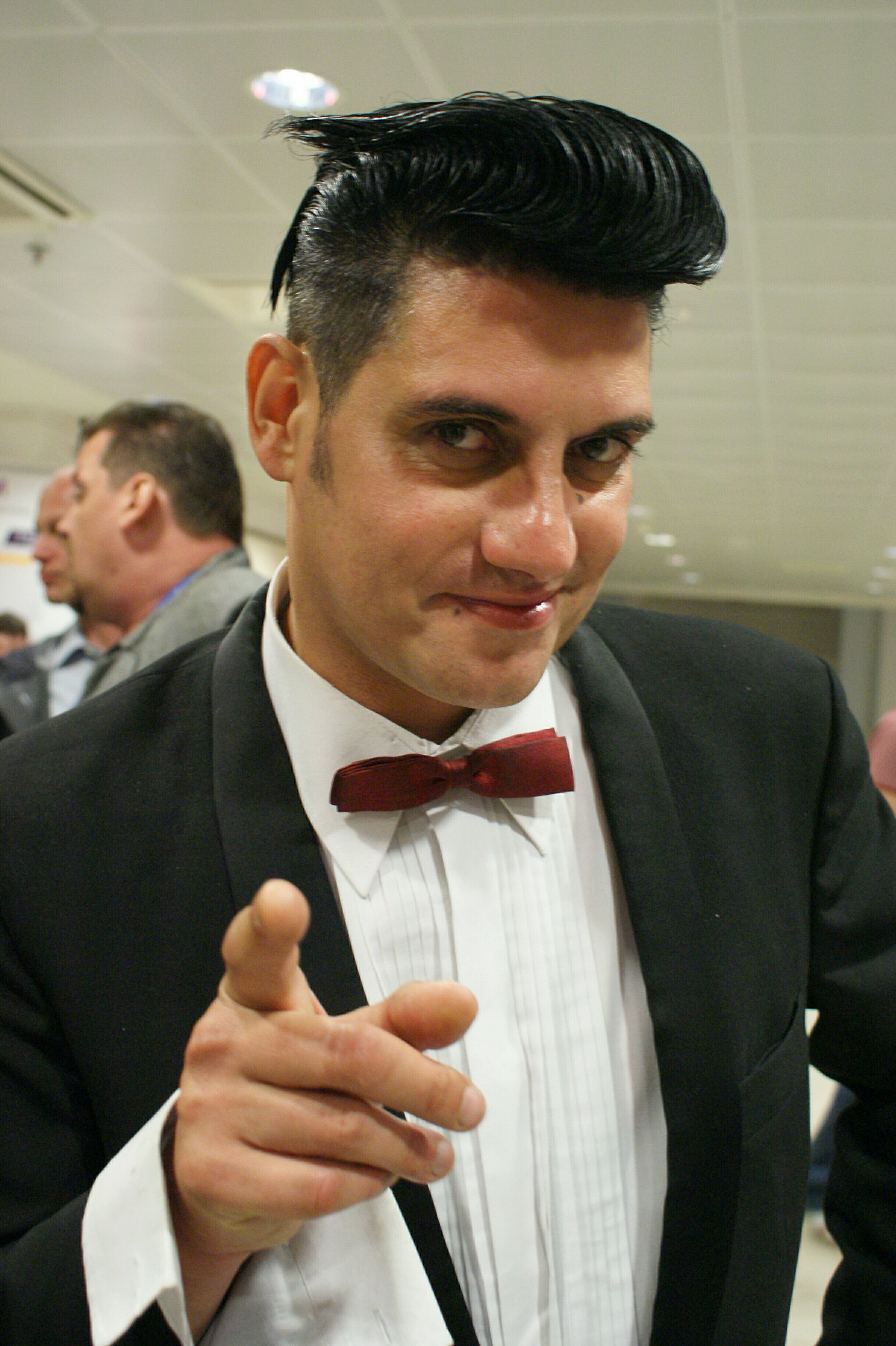
Copycat v Moskvě (2009)
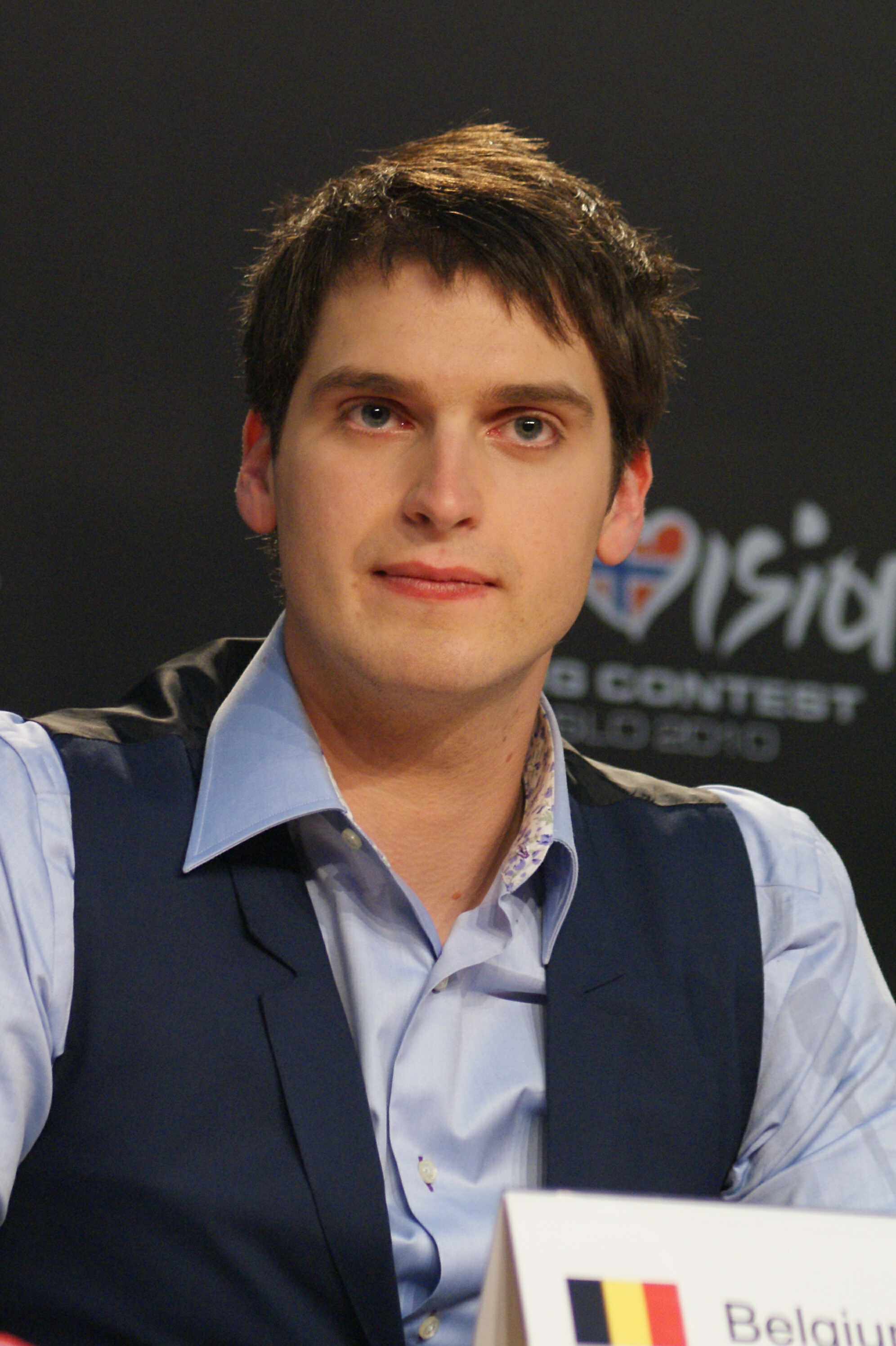
Tom Dice v Oslu (2010)
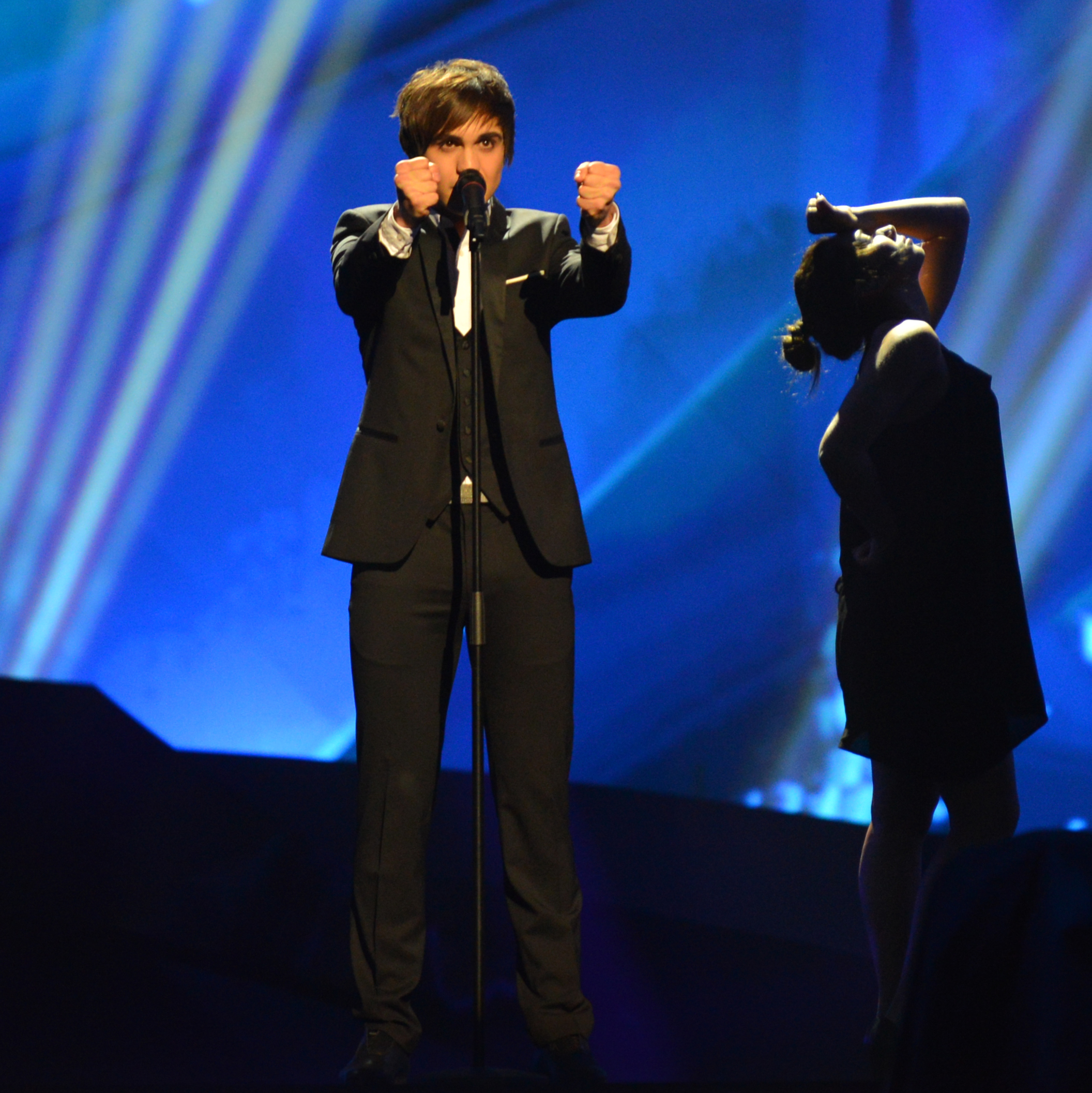
Roberto Bellarosa v Malmö (2013)
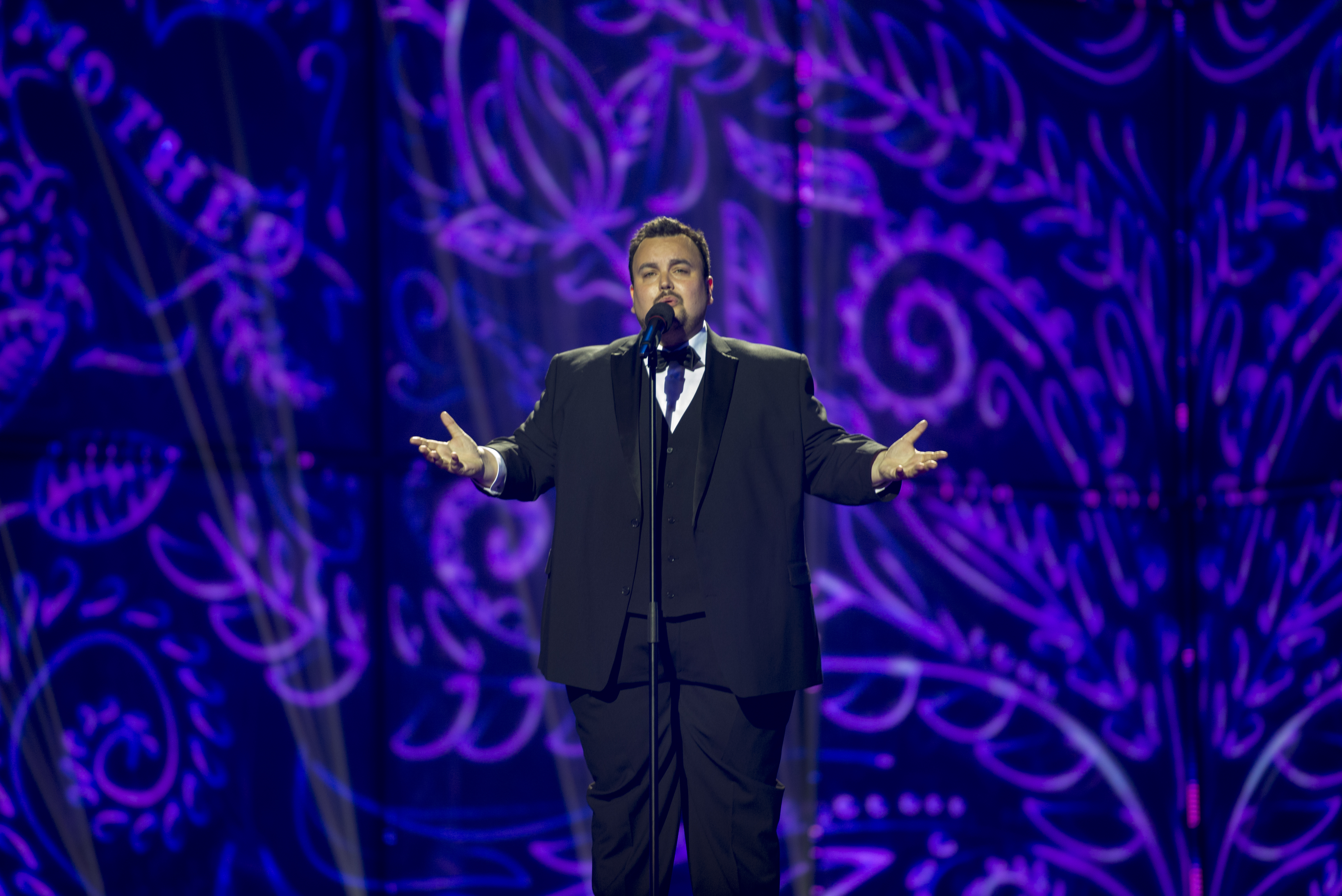
Axel Hirsoux v Kodani (2014)
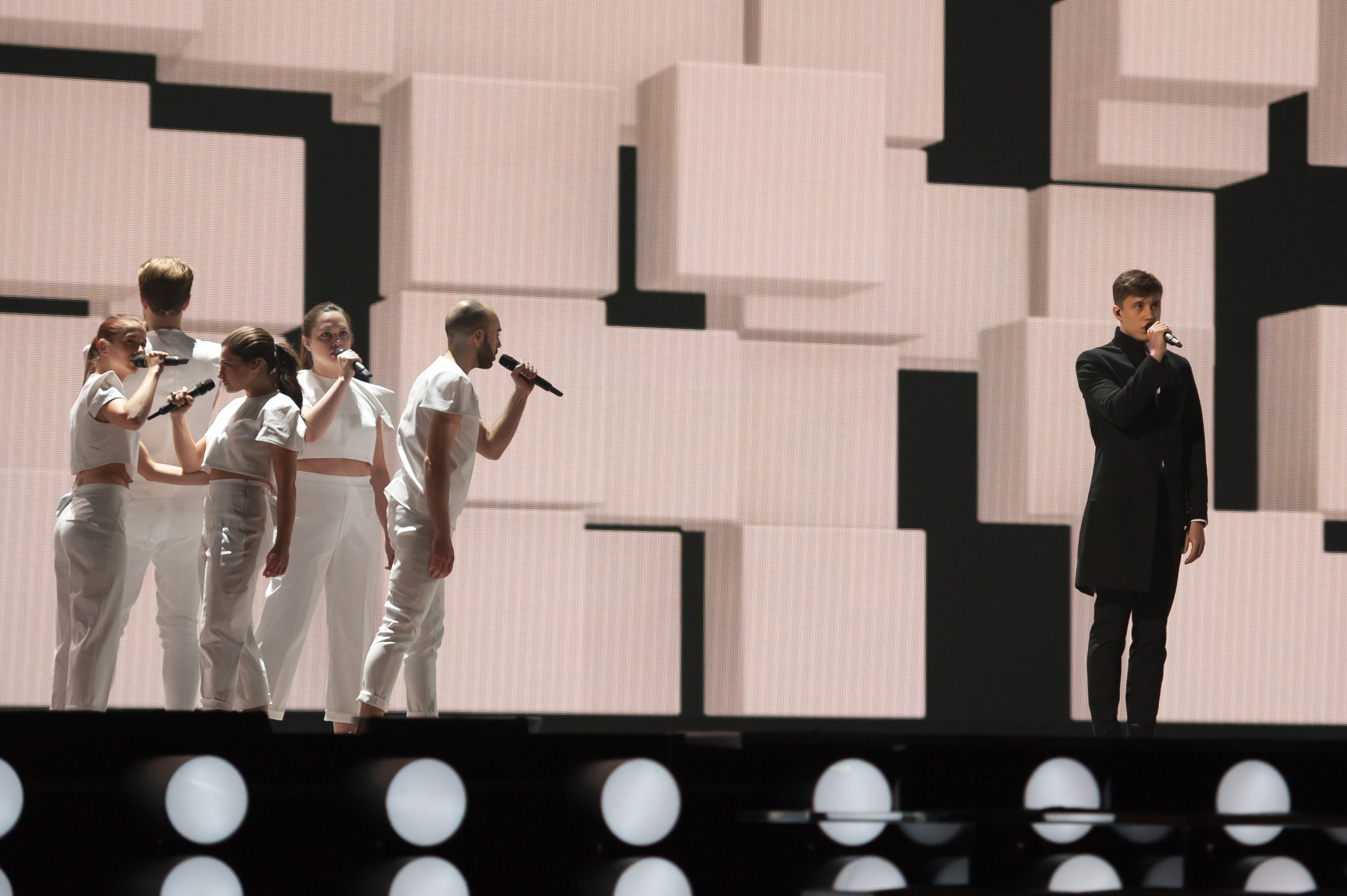
Loïc Nottet ve Vídni (2015)
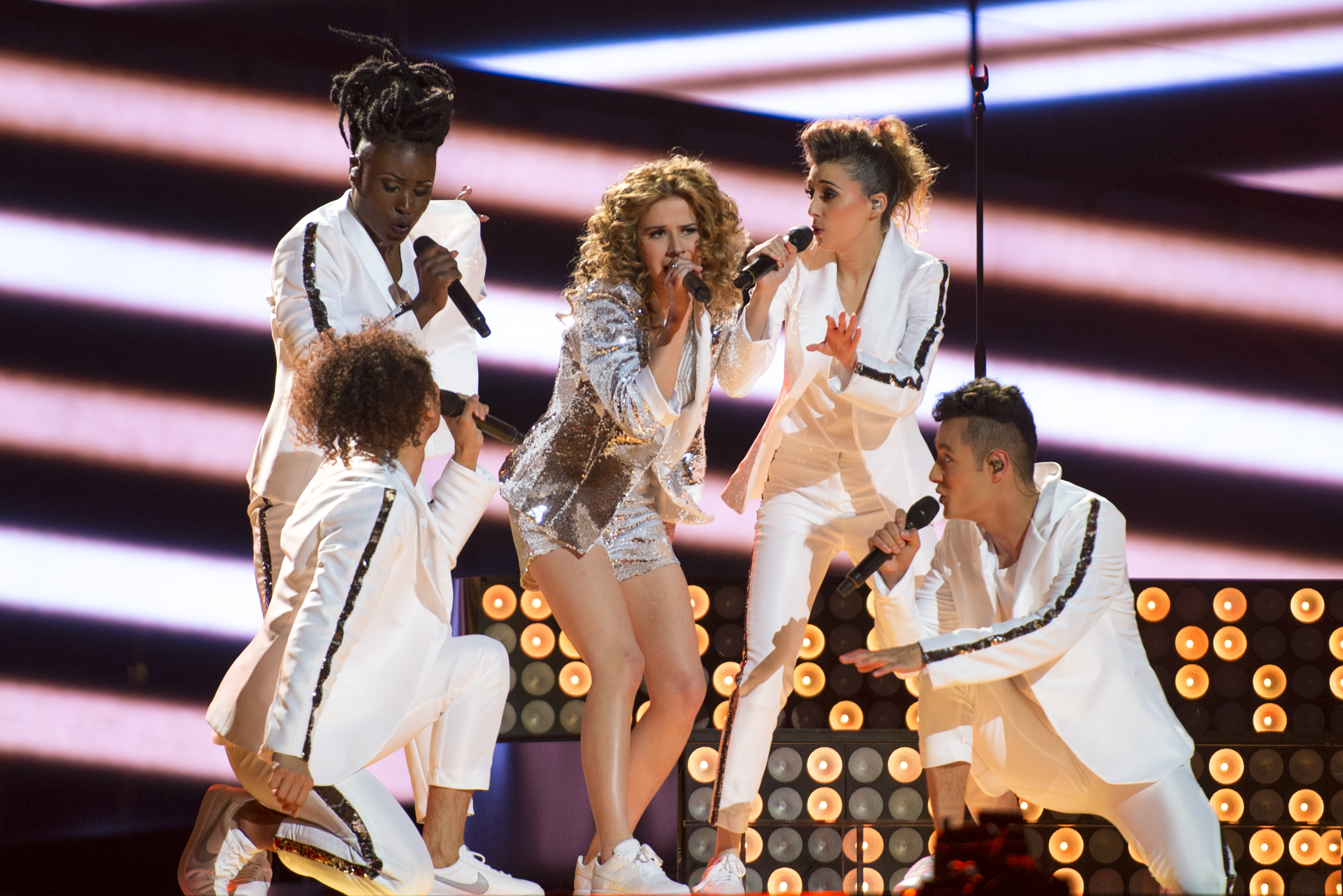
Laura Tesoro ve Stockholmu (2016)
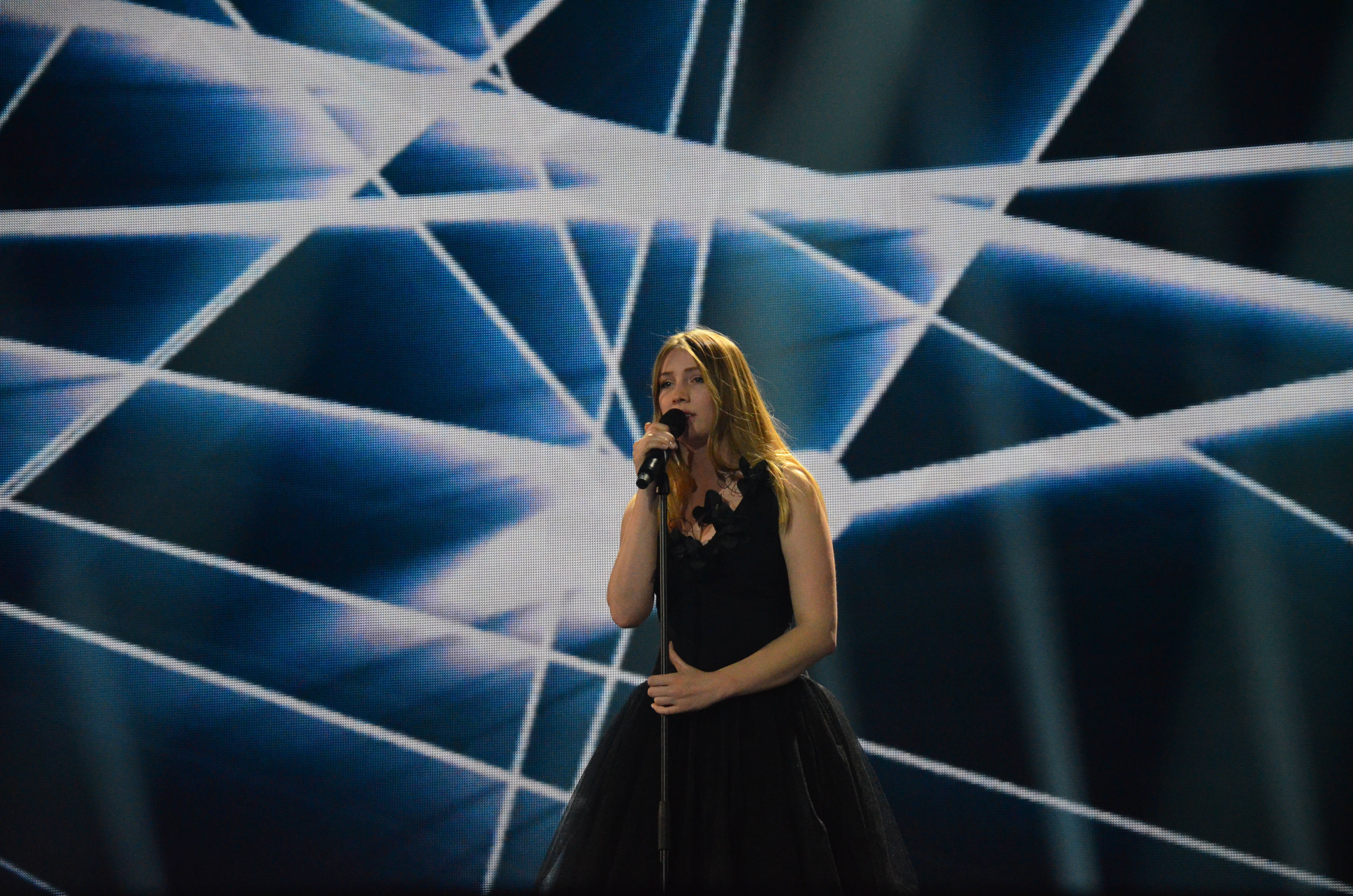
Blanche v Kyjevě (2017)
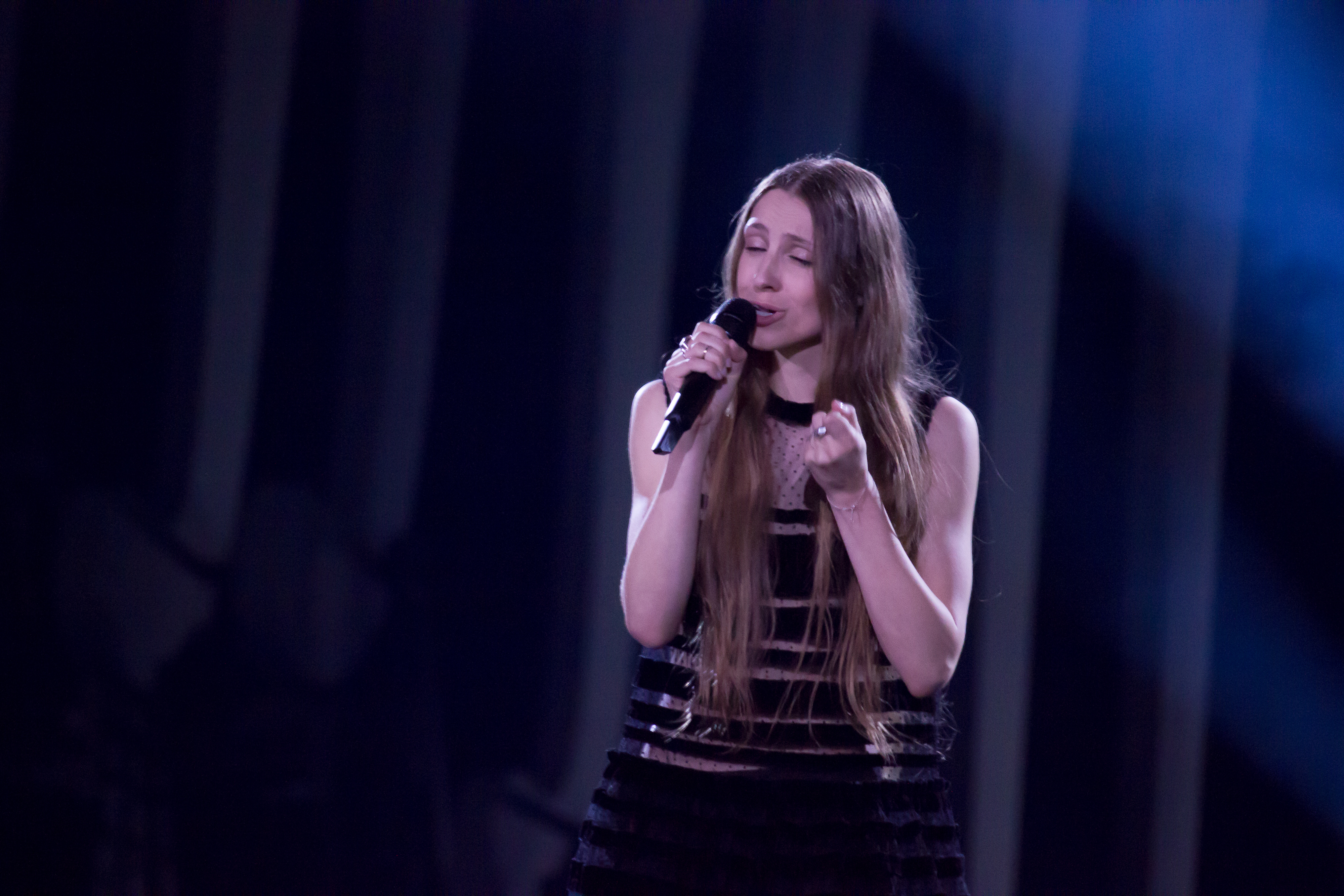
Sennek v Lisabonu (2018)
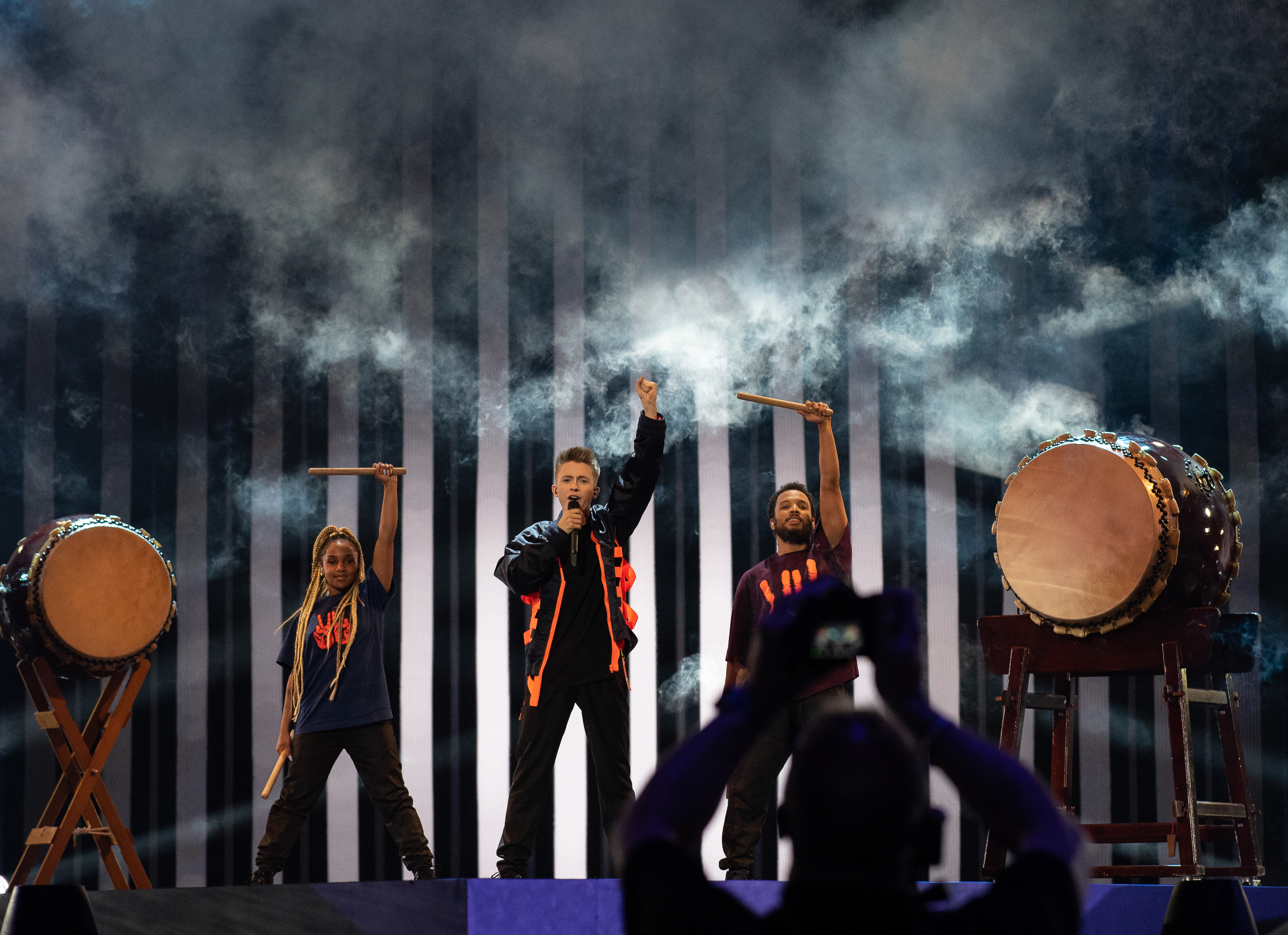
Eliot v Tel Avivu (2019)
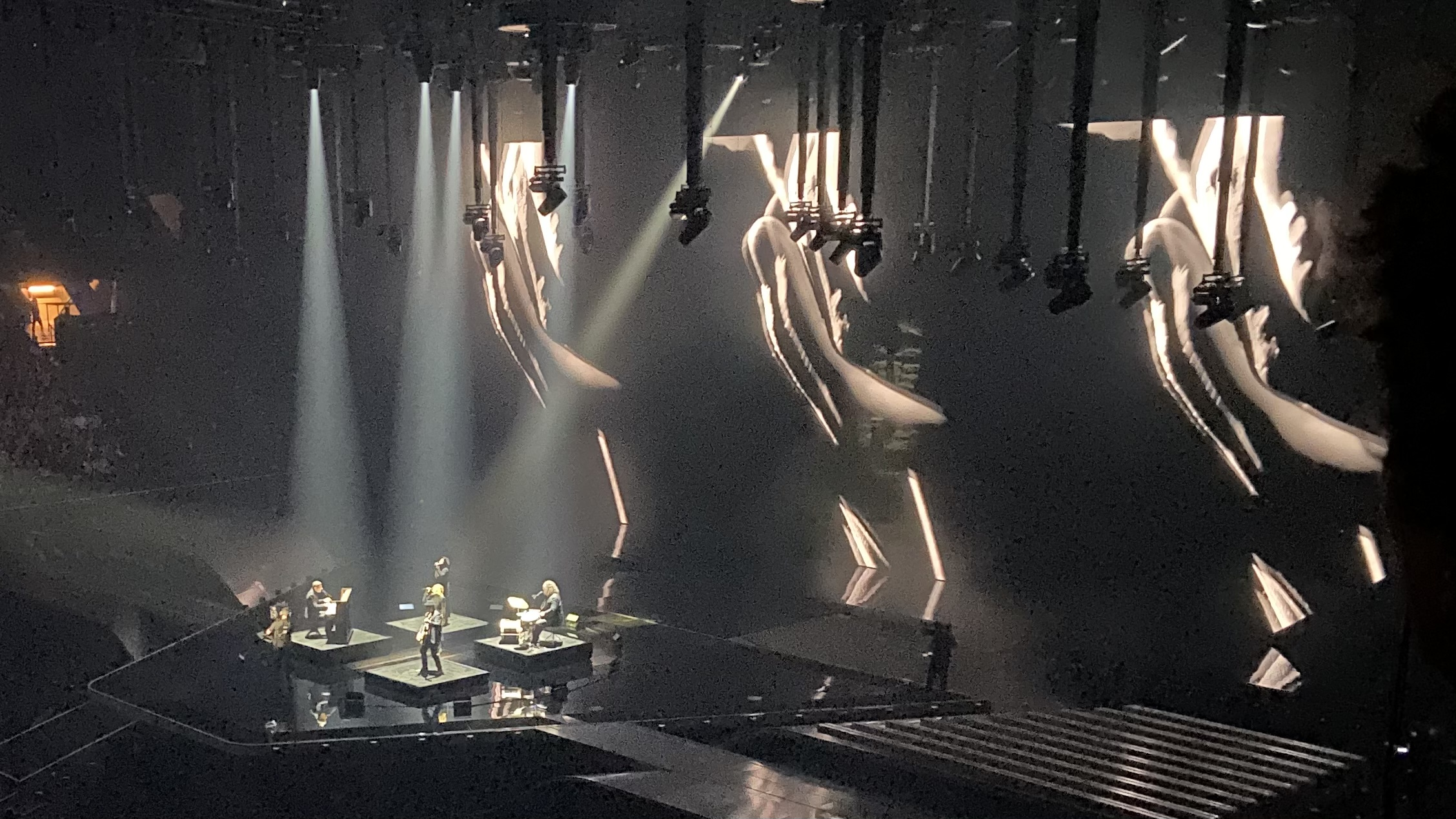
Hooverphonic v Rotterdamu (2021)
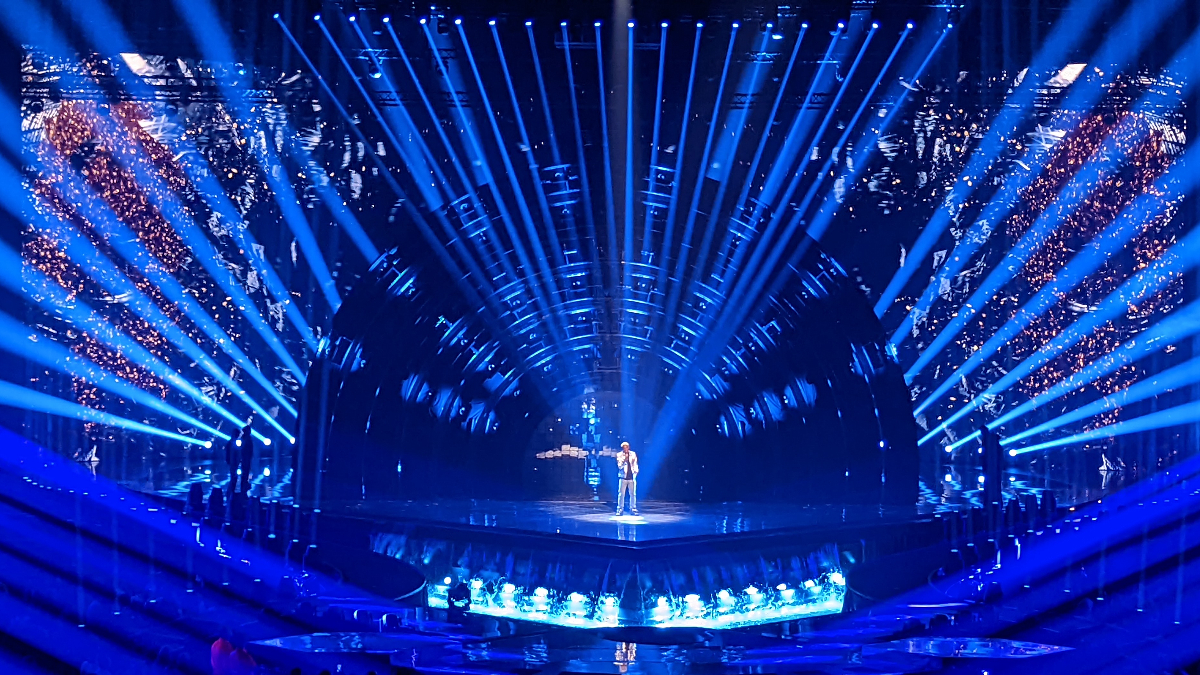
Jérémie Makiese v Turíně (2022)
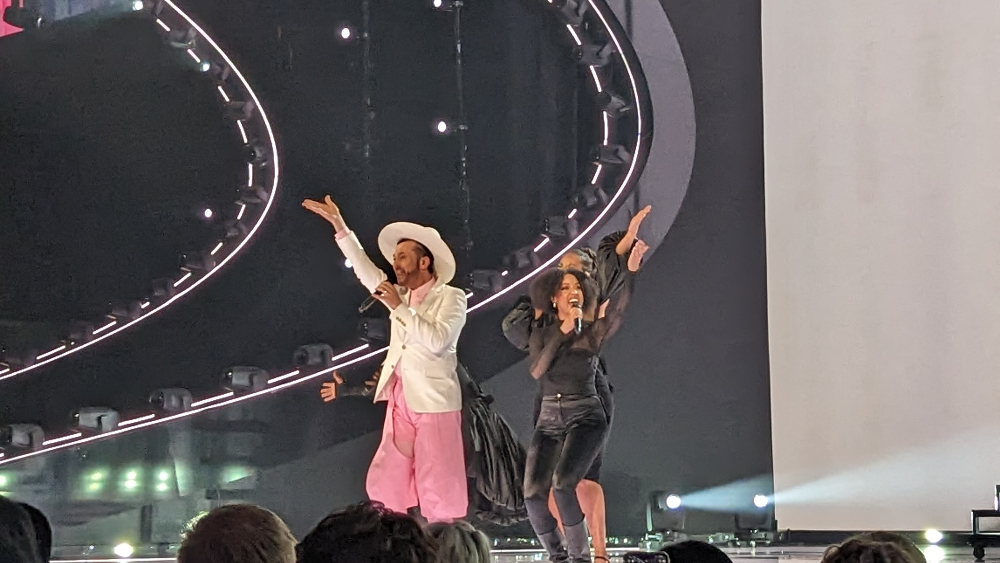
Gustaph v Liverpoolu (2023)
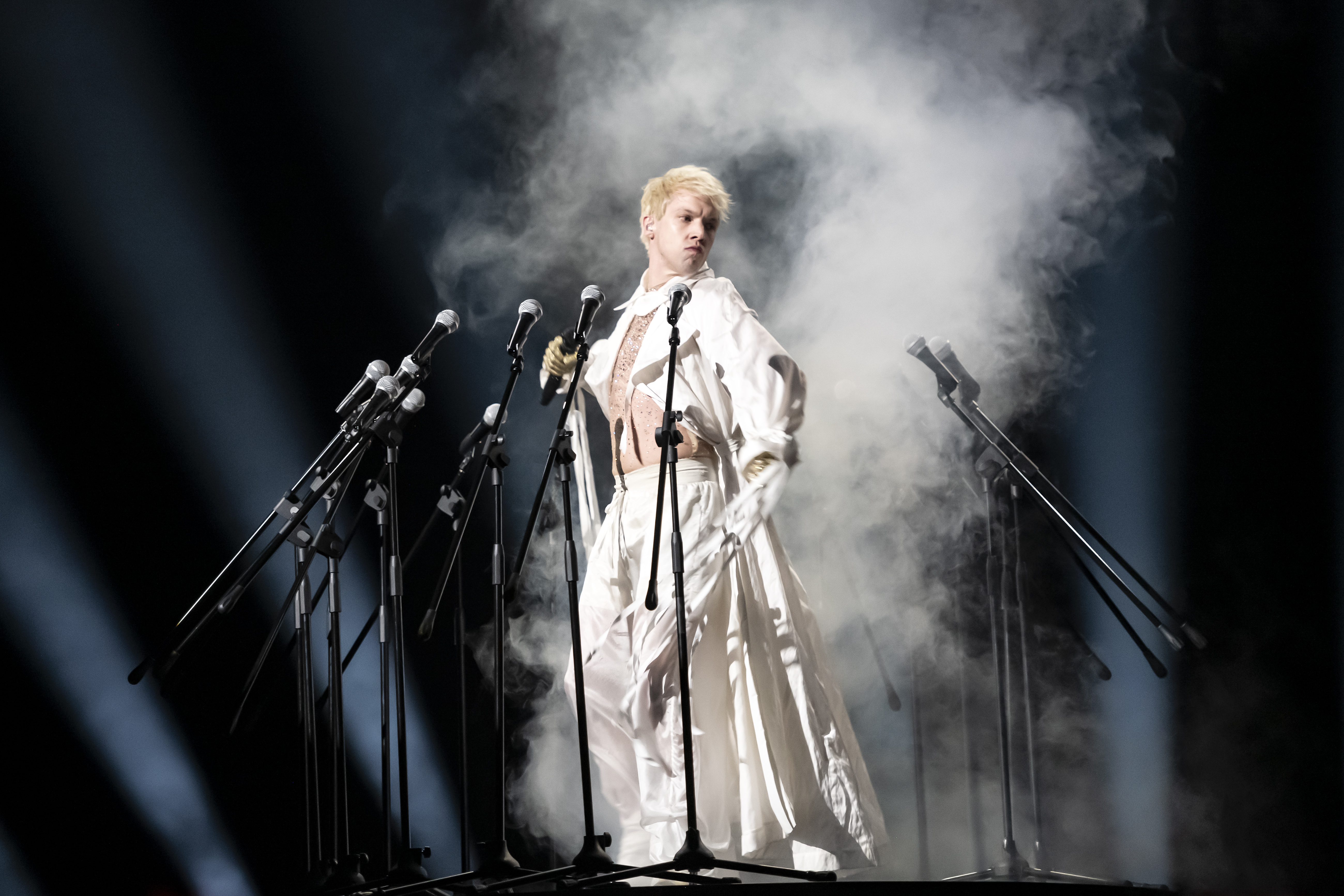
Mustii v Malmö (2024)
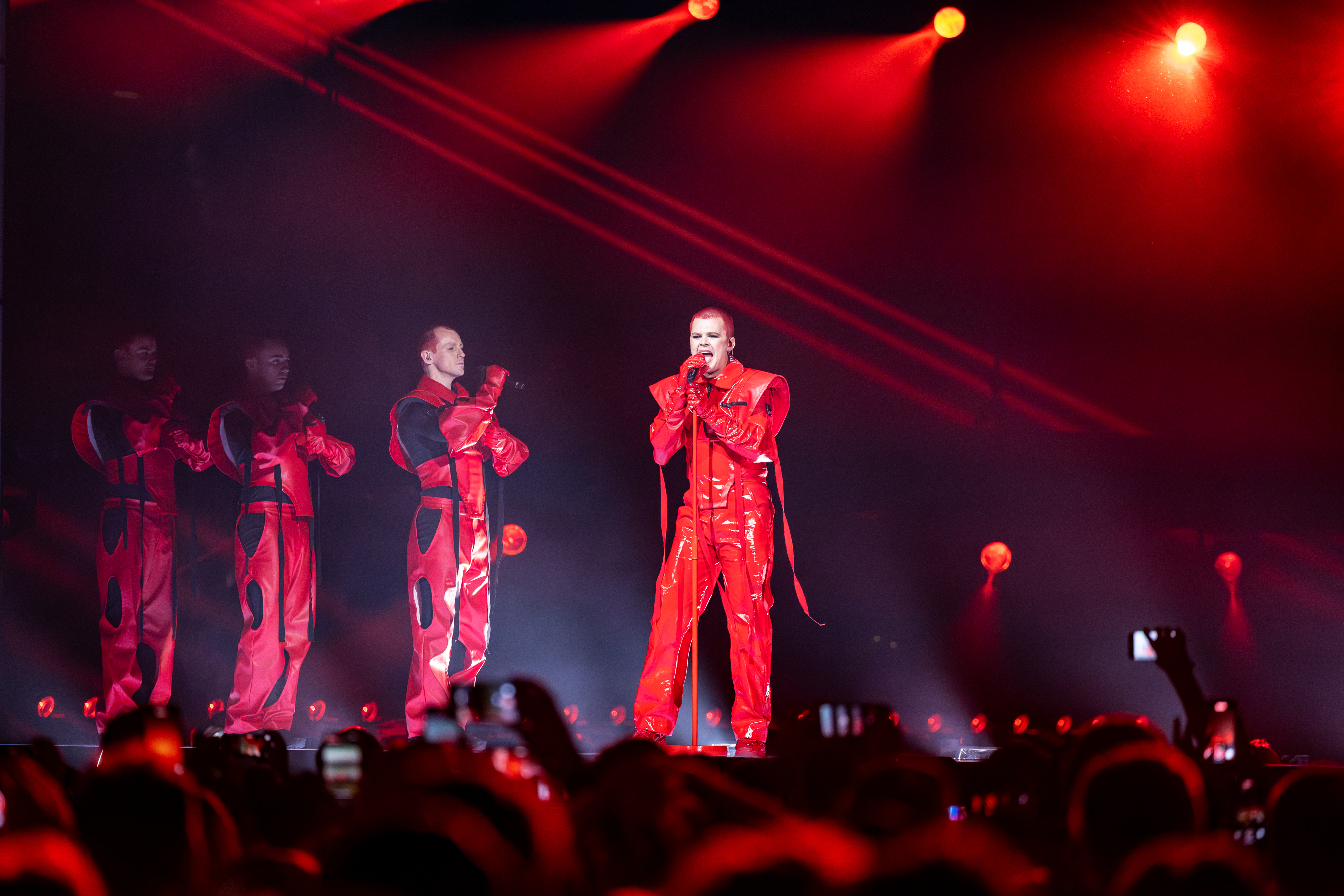
Red Sebastian v Basileji (2025)